# Urtica mairei
Urtica mairei är en nässelväxtart som beskrevs av H. Lév.. Urtica mairei ingår i släktet nässlor, och familjen nässelväxter. Inga underarter finns listade i Catalogue of Life.